# آرون بر
آرون بِر (به انگلیسی: Aaron Burr) (۶ فوریه ۱۷۵۶ – ۱۴ سپتامبر ۱۸۳۶) سیاستمدار آمریکایی و سناتور سابق عضو حزب دموکرات-جمهوری‌خواه بود که از سال ۱۸۰۱ تا ۱۸۰۵ تحت ریاست‌جمهوری توماس جفرسون به عنوان سومین معاون رئیس‌جمهور ایالات متحده آمریکا خدمت کرد. وی در سال ۱۷۹۱ تا ۱۷۹۷ میلادی سناتور ایالت نیویورک در سنای ایالات متحده آمریکا بود. بر در جنگ انقلاب آمریکا به‌همراه افرادی چون الکساندر همیلتون و بندیکت آرنولد تقش قابل توجهی داشت.
وی در دورهٔ اول ریاست‌جمهوری توماس جفرسون، معاون رئیس‌جمهور آمریکا بود چراکه در آن زمان نفر دوم در انتخابات، معاون رئیس‌جمهور می‌شد. آرون بر آخرین فردی بود که مشتمل این قانون می‌شد و پس از او معاون رئیس‌جمهور توسط خودش انتخاب می‌شد.
آرون بر در سال ۱۸۰۴ در دوئلی با الکساندر همیلتون نخستین وزیر خزانه‌داری ایالات متحده آمریکا و از پدران بنیان‌گذار ایالات متحده آمریکا شرکت نمود و در این دوئل، همیلتون گلوله خورد و یک روز بعد درگذشت. با کشته‌شدن همیلتون، تمامی شهرت و آبروی سیاسی بر از بین رفت و دیگر هیچ‌گاه در این زمینه فعالیت نکرد.